# NGC 7320A
NGC 7320A is een lensvormig sterrenstelsel in het sterrenbeeld Pegasus. Het hemelobject werd op 23 september 1876 ontdekt door de Franse astronoom Édouard Jean-Marie Stephan.